# Scrobipalpula potentella
Scrobipalpula potentella is een vlinder uit de familie van de tastermotten (Gelechiidae). De wetenschappelijke naam van de soort is voor het eerst geldig gepubliceerd in 1936 door Keifer.